# کلینتون (جورجیا)
کلینتون (به انگلیسی: Clinton) یک منطقهٔ مسکونی در ایالات متحده آمریکا است که در شهرستان جونز، جورجیا واقع شده است. کلینتون ۱۶۷٫۰۳ متر بالاتر از سطح دریا قرار دارد.